# Pallavolo ai Giochi della XXVII Olimpiade - Torneo femminile
Il X campionato femminile di pallavolo ai Giochi olimpici si è svolto dal 16 al 30 settembre 2000 a Sydney, in Australia, durante i Giochi della XXVII Olimpiade. Al torneo hanno partecipato 12 squadre nazionali e la vittoria finale è andata per la terza volta consecutiva a Cuba.

## Qualificazioni
Al campionato olimpico hanno partecipato la nazionale del paese ospitante, le prime tre squadre classificate nel corso della Coppa del Mondo 1999, la prima classificata di ogni torneo di qualificazione continentale e le prime tre classificate al torneo di qualificazione mondiale.

## Gironi
| Girone A                                         | Girone B                                       |
| ------------------------------------------------ | ---------------------------------------------- |
| Australia Brasile Cina Croazia Kenya Stati Uniti | Corea del Sud Cuba Germania Italia Perù Russia |

## Fase finale

### Finali 1º e 3º posto
|  | Quarti        | Quarti      |        |         | Semifinale         | Semifinale         |  |  | Finale 1º/2º posto | Finale 1º/2º posto |
|  |               |             |        |         |                    |                    |  |  |                    |                    |
|  |               |             |        |         |                    |                    |  |  |                    |                    |
|  |               |             |        |         |                    |                    |  |  |                    |                    |
|  | Cuba          | 3           |        |         |                    |                    |  |  |                    |                    |
|  | Cuba          | 3           |        |         |                    |                    |  |  |                    |                    |
|  | Croazia       | 0           |        |         |                    |                    |  |  |                    |                    |
|  | Croazia       | 0           | Cuba   | 3       |                    |                    |  |  |                    |                    |
|  |               |             | Cuba   | 3       |                    |                    |  |  |                    |                    |
|  |               | Brasile     | 2      |         |                    |                    |  |  |                    |                    |
|  | Brasile       | Brasile     | 2      | 3       |                    |                    |  |  |                    |                    |
|  | Brasile       |             |        | 3       |                    |                    |  |  |                    |                    |
|  | Germania      | 0           |        |         |                    |                    |  |  |                    |                    |
|  | Germania      | 0           | Cuba   | 3       |                    |                    |  |  |                    |                    |
|  |               |             | Cuba   | 3       |                    |                    |  |  |                    |                    |
|  |               | Russia      | 2      |         |                    |                    |  |  |                    |                    |
|  | Cina          | Russia      | 2      | 0       |                    |                    |  |  |                    |                    |
|  | Cina          |             |        | 0       |                    |                    |  |  |                    |                    |
|  | Russia        | 3           |        |         |                    |                    |  |  |                    |                    |
|  | Russia        | 3           | Russia | 3       | Finale 3º/4º posto | Finale 3º/4º posto |  |  |                    |                    |
|  |               |             | Russia | 3       | Finale 3º/4º posto | Finale 3º/4º posto |  |  |                    |                    |
|  |               | Stati Uniti | 2      |         |                    |                    |  |  |                    |                    |
|  | Stati Uniti   | Stati Uniti | 2      | 3       | Stati Uniti        | 0                  |  |  |                    |                    |
|  | Stati Uniti   |             |        | 3       | Stati Uniti        | 0                  |  |  |                    |                    |
|  | Corea del Sud | 2           |        | Brasile | 3                  |                    |  |  |                    |                    |
|  | Corea del Sud | 2           |        |         | 3                  |                    |  |  |                    |                    |
|  |               |             |        |         |                    |                    |  |  |                    |                    |
|  |               |             |        |         |                    |                    |  |  |                    |                    |

### Finali 5º e 7º posto
|  | Semifinali    | Semifinali    | Semifinali |      |          | Finale 5º/6º posto | Finale 5º/6º posto | Finale 5º/6º posto |  |
|  |               |               |            |      |          |                    |                    |                    |  |
|  | Croazia       | Croazia       | 1          |      |          |                    |                    |                    |  |
|  | Croazia       | Croazia       | 1          |      |          |                    |                    |                    |  |
|  | Germania      | Germania      | 3          |      |          |                    |                    |                    |  |
|  | Germania      | Germania      | 3          |      | Germania | Germania           | 1                  |                    |  |
|  |               |               |            |      | Germania | Germania           | 1                  |                    |  |
|  |               |               | Cina       | Cina | 3        |                    |                    |                    |  |
|  | Cina          | Cina          | Cina       | Cina | 3        | 3                  |                    |                    |  |
|  | Cina          | Cina          |            |      |          | 3                  |                    |                    |  |
|  | Corea del Sud | Corea del Sud | 1          |      |          | Finale 7º/8º posto | Finale 7º/8º posto | Finale 7º/8º posto |  |
|  | Corea del Sud | Corea del Sud | 1          |      |          |                    |                    |                    |  |
|  |               |               |            |      |          |                    |                    |                    |  |
|  |               |               |            |      |          | Croazia            | Croazia            | 3                  |  |
|  |               |               |            |      |          | Croazia            | Croazia            | 3                  |  |
|  |               |               |            |      |          | Corea del Sud      | Corea del Sud      | 1                  |  |

## Podio

### Campione
Formazione: 1 Ruiz, 2 Costa, 3 Luis, 4 Izquierdo, 6 O'Farril, 8 Bell, 10 Torres, 12 Agüero, 14 Fernández, 16 Francia, 17 Sánchez, 18 Barros, CT: Calderón

### Secondo posto
Formazione: 1 Potašova, 2 Morozova, 3 Belikova, 4 Batuchtina, 5 Sokolova, 6 Godina, 8 Artamonova, 9 Tiščenko, 10 Vasilevskaja, 11 Gamova, 13 Gračëva, 14 Emel'janova, CT: Karpol'

### Terzo posto
Formazione: 2 E. de Oliveira, 3 Conceição, 4 Silva, 5 Lima, 7 de Souza, 8 Barros, 9 W. de Oliveira, 10 Dias, 11 Rodrigues, 14 Fraga, 16 Coimbra, 17 Lopes, CT: de Rezende

## Classifica finale
| Classifica | Squadre       |
| ---------- | ------------- |
|            | Cuba          |
|            | Russia        |
|            | Brasile       |
| 4          | Stati Uniti   |
| 5          | Cina          |
| 6          | Germania      |
| 7          | Croazia       |
| 8          | Corea del Sud |
| 9          | Australia     |
| 9          | Italia        |
| 11         | Kenya         |
| 11         | Perù          |